# Đặng Xuân Liêm
Đặng Xuân Liêm là một sĩ quan cấp cao trong Quân đội nhân dân Việt Nam, hàm Thiếu tướng, nguyên là Phó Cục trưởng Cục Cán bộ, Tổng cục Chính trị.

## Thân thế binh nghiệp
Năm 2014, ông được bổ nhiệm giữ chức Phó Cục trưởng Cục Cán bộ, Tổng cục Chính trị
Thiếu tướng (2017).